# 老挝人民革命党中央委员会总书记
老挝人民革命党中央委员会总书记，中文简称老挝人革党中央总书记，是老挝人民革命党的最高负责人，也是老挝人民民主共和国实际上的最高领导人。老挝人民革命党中央委员会总书记兼任老挝人民革命党中央国防与治安委员会主席，作为统率老挝国家武装力量和老挝人民军的最高统帅。
总书记一般还会兼任老挝国家主席或者老挝政府总理的职务（譬如在1975年至1991年及1992年至1998年通常兼任老挝政府总理）。此外在1991年（五大）至2006年（八大）期间，中央委员会总书记职务曾改称「中央委员会主席」。

## 最高领导人列表
| 任次 | 职务             | 姓名 （生卒）              | 在职           | 离职           | 图片                                       | 其他职务                                                                           |
| ---- | ---------------- | -------------------------- | -------------- | -------------- | ------------------------------------------ | ---------------------------------------------------------------------------------- |
| 1    | 中央委员会总书记 | 凯山·丰威汉 （1920－1992） | 1955年3月22日  | 1991年3月29日  |                                            | 政府总理 （1975年12月8日－1991年8月15日）                                          |
| 1    | 中央委员会主席   | 凯山·丰威汉 （1920－1992） | 1991年3月29日  | 1992年11月21日 | 国家主席 （1991年8月15日－1992年11月21日） |                                                                                    |
| 2    | 中央委员会主席   | 坎代·西潘敦 （1924－2025） | 1992年11月24日 | 2006年3月21日  |                                            | 政府总理 （1991年8月15日－1998年2月24日） 国家主席 （1998年2月24日－2006年6月8日） |
| 3    | 中央委员会总书记 | 朱马利·赛雅贡 （1936－）   | 2006年3月21日  | 2016年1月22日  |                                            | 国家主席 （2006年6月8日－2016年4月20日）                                           |
| 4    | 中央委员会总书记 | 本扬·沃拉吉 （1937－）     | 2016年1月22日  | 2021年1月15日  |                                            | 政府总理 （2002年4月9日－2006年6月8日） 国家主席 （2016年4月20日－2021年3月22日）  |
| 5    | 中央委员会总书记 | 通伦·西苏里 （1945－）     | 2021年1月15日  | 现任           |                                            | 政府总理 （2016年4月20日－2021年3月22日） 国家主席 （2021年3月22日－现任）         |

## 在世前最高领导人
截至2025年4月，在世的前老挝最高领导人有两位：
| 姓名          | 任期           | 出生日期和年齡 |
| ------------- | -------------- | -------------- |
| 朱馬利·賽雅貢 | （2006－2016） | 1936年3月6日   |
| 本扬·沃拉吉   | （2016－2021） | 1937年8月15日  |

最近去世的一位前老挝最高领导人是坎代·西潘敦（任期：1992－2006），他于2025年4月2日去世，享年101岁。